# Rue du Ponceau
Rue du Ponceau är en gata i Quartier de Bonne-Nouvelle i Paris andra arrondissement. Gatan är uppkallad efter en, numera försvunnen, liten gångbro över områdets avloppskanal. Rue du Ponceau börjar vid Rue de Palestro 33 och slutar vid Rue Saint-Denis 188.

## Bilder
| - Gatuskylt. - Notre-Dame-de-Bonne-Nouvelle. - Square Émile-Chautemps. - Området kring Rue du Ponceau. Utsnitt från Truschets och Hoyaus karta över Paris från år 1552. |

## Omgivningar
- Notre-Dame-de-Bonne-Nouvelle
- Square Émile-Chautemps
- Cour du Roi-François
- Rue Guérin-Boisseau

## Kommunikationer
- Tunnelbana – linjerna   – Réaumur – Sébastopol
- Busshållplats Réaumur – Sébastopol – Paris bussnät

### Webbkällor
- ”Rue du Ponceau”. Mairie de Paris. https://web.archive.org/web/20160303222137/http://www.v2asp.paris.fr/commun/v2asp/v2/nomenclature_voies/Voieactu/7547.nom.htm. Läst 4 oktober 2023.
- ”Rue du Ponceau (2ème arrondissement)”. Les rues de Paris. https://web.archive.org/web/20190929115719/http://www.parisrues.com/rues02/paris-02-rue-du-ponceau.html. Läst 4 oktober 2023.